# Gare de Minamikata (Osaka)
La gare de Minamikata (南方駅, Minamikata-eki) est une gare ferroviaire de la ville d'Osaka au Japon. Elle est gérée par la compagnie Hankyu.

## Situation ferroviaire
La gare de Minamikata est située au point kilométrique (PK) 1,9 de la ligne Hankyu Kyoto.

## Histoire
La gare a ouvert le 1er avril 1921.

## Service aux voyageurs

### Accueil
La gare dispose d'un bâtiment voyageurs, avec guichet, ouvert tous les jours.

### Desserte
- Ligne Kyoto :
  - voie 1 : direction Awaji (interconnexion avec la ligne Senri pour Kita-senri), Takatsuki-shi et Kyoto-Kawaramachi
  - voie 2 : direction Osaka-Umeda

### Intermodalité
La station Nishinakajima-Minamigata du métro d'Osaka (ligne Midōsuji) est située à proximité.

## Dans les environs
- Siège de Nissin Foods